# Christian Samuel Weiss
 Der er for få eller ingen kildehenvisninger i denne artikel, hvilket er et problem. Du kan hjælpe ved at angive troværdige kilder til de påstande, som fremføres i artiklen.

Christian Samuel Weiss (26. februar 1780 – 1. oktober 1856) var en tysk mineralog født og opvokset i Leipzig. Som 16-årig begyndte Weiss på medicinstudet ved universitetet i Leipzig, men mistede hurtigt interessen til fordel for kemi, fysik og matematik. Efter modtagelsen af sin universitetsgrad i fysik arbejdede han som underviser i Leipzig fra 1803 til 1808, hvorefter han blev udnævnt til professor i fysik.
I 1810 blev Weiss, som så mange andre på den tid, givet et favorabelt tilbud fra Universitetet i Berlin, som tilbød både en titel som professor i mineralogi, inspektør af den kongelige mineralsamling og en fremtrædende stilling i ledelsen af mineindustrien. Skiftet gav ham også mulighed for at arbejde sammen med sin gamle vejleder og livslange ven Abraham Gottlob Werner. Weiss døde under en ferie i den bøhmiske by Eger (i dag Cheb), hvor hans grav kan findes i dag. 
Weiss er anerkendt for sine fremskridt inden for moderne krystallografi, og dettes indflydelse på matematikken. Han skabte et klassifikationssystem til krystaller, baseret på deres synlige udvendige symmetri. Weiss opdelte krystaller i forskellige krystalsystemer, som f.eks. orthorhombic, isometric, tetragonal et al.